# 2018 balesetei
Ez a lap 2018 jelentősebb, súlyosabb, több embert érintő vagy nagyobb sajtóvisszhangot kapott baleseteit, tömegkatasztrófáit sorolja fel.

## Események
- május 22. – Magyarország: Egy román rendszámú kisbusz teherautóval ütközik a 4-es főúton, Ceglédbercel közelében. A tragédiát a román állampolgárokat szállító kisbusz sofőrje okozta, aki a Facebookon élőben közvetítette az utazásukat, miközben nagy sebességgel előzött majd frontálisan ütközött egy homokszállító teherautóval. A balesetben hét férfi és két nő vesztette életét.[1][2]
- június 23–július 10. – Thaiföld: A Tham Luang-barlangi mentőakció során a thaiföldi Csiangraj tartomány Nang Non-hegységében egy 12 gyermekből és egy felnőttből álló csoportot mentettek ki egy vízzel elöntött barlangból. A fiatal labdarúgókból és edzőjükből álló kirándulócsoport a heves esőzések miatt rekedt a részlegesen elárasztott barlangban, majd miután észlelték eltűnésüket, azonnal megkezdődött a keresésük. A mentés során egy 38 éves, korábban a thai haditengerészet elit kommandójában szolgáló férfi életét vesztette, amikor július 5-én a barlangban rekedt csoporttól tért vissza, akiknek oxigéntartályokat szállított.
- december 24. – Ausztrália: 3000 embert menekítenek ki a 33 emeletes új építésű sydney-i Opal Towerből, miután a lakók repedések hangját vélték hallani. Szakértők megállapították, a 10. emeleten valóban található egy nagyobb repedés.[3]
- december 29. – Oroszország: Az ország távol-keleti részén lavina temet maga alá egy embert, azonban a mentésére siető 10 fős csapat szintén lavina alá kerül. A balesetek során 2 ember halt meg.[4]

- december 31. – Oroszország: Magnyitogorszkban leomlik egy tízemeletes lakóház egy része. A vizsgálatok szerint gázrobbanás történt. A balesetben 9 személy halt meg, több mint 30 eltűnt. A helyszínt meglátogatta Vlagyimir Putyin orosz elnök is.[5][6]